# Жасмин кущовий
Жасми́н кущови́й, (Jasminum fruticans) — багаторічна рослина родини маслинових. Лікарська, медоносна і декоративна культура, поширена в Європі, Західній Азії і Північній Африці.

## Опис

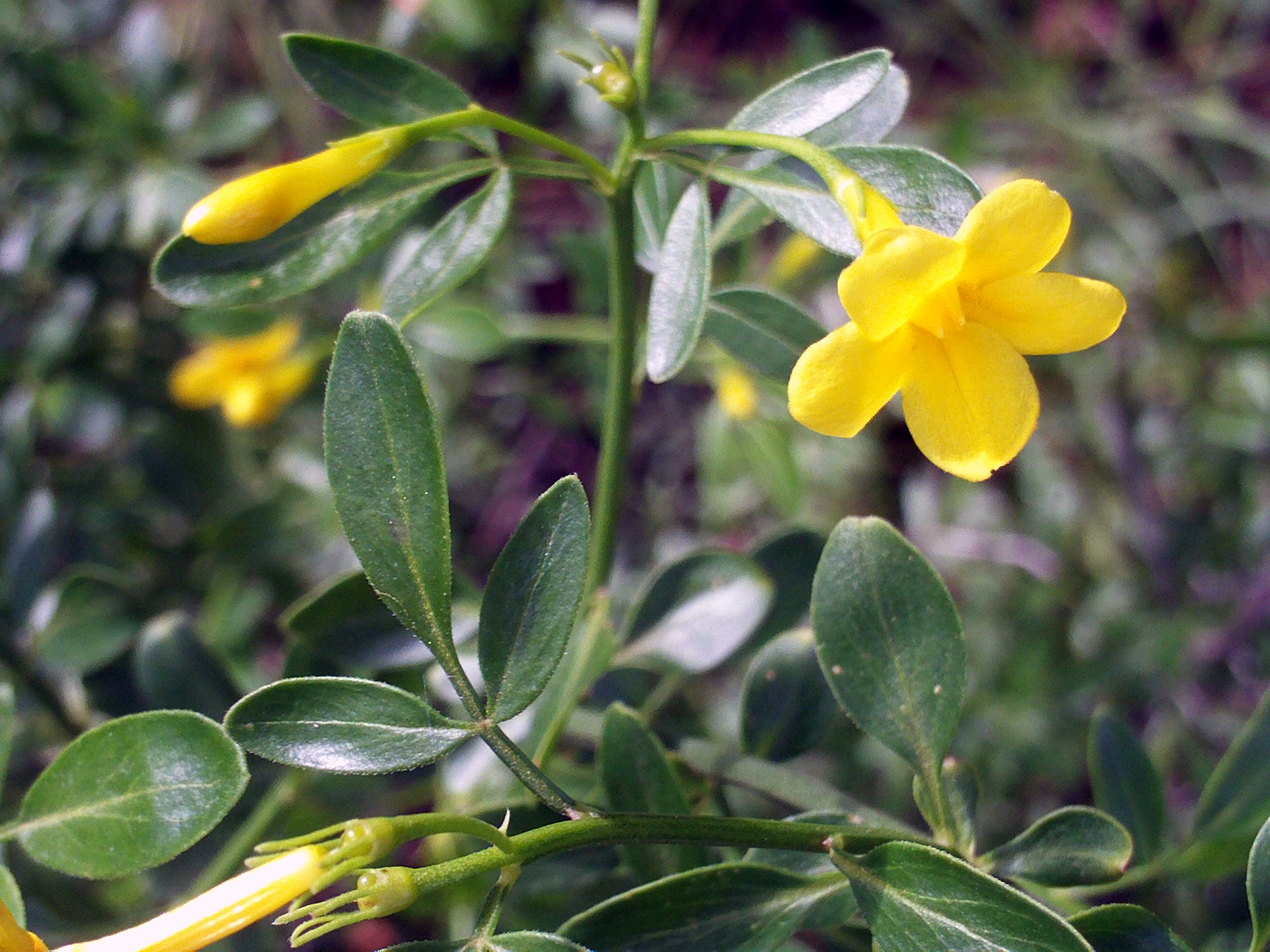
Листя і квітка великим планом

Вічнозелений або напіввічнозелений кущ 1–2 м заввишки. Пагони численні, зелені, чотиригранні. Листки чергові, черешкові, трійчасті. Листочки еліптичні або оберненояйцеподібні з тупою верхівкою, лискучі, зверху темно-зелені, знизу світліші, завдовжки 0,8–2 см.
Суцвіття — малоквіткові зонтики, розташовані на кінцях гілочок, складаються з 3–5 квіток. Квітки двостатеві, актиноморфні, жовті, запашні. Чашечка дзвоникувата, вдвічі коротша за оцвітину. П'ять пелюсток біля основи зростаються у вузьку довгу трубку, їх відгин блюдцеподібний, завширшки до 1,5 см. Тичинок 2. Маточка 1, зав'язь верхня. Плід — куляста, чорно-фіолетова, лискуча ягода завширшки 7 мм.

## Поширення та екологія

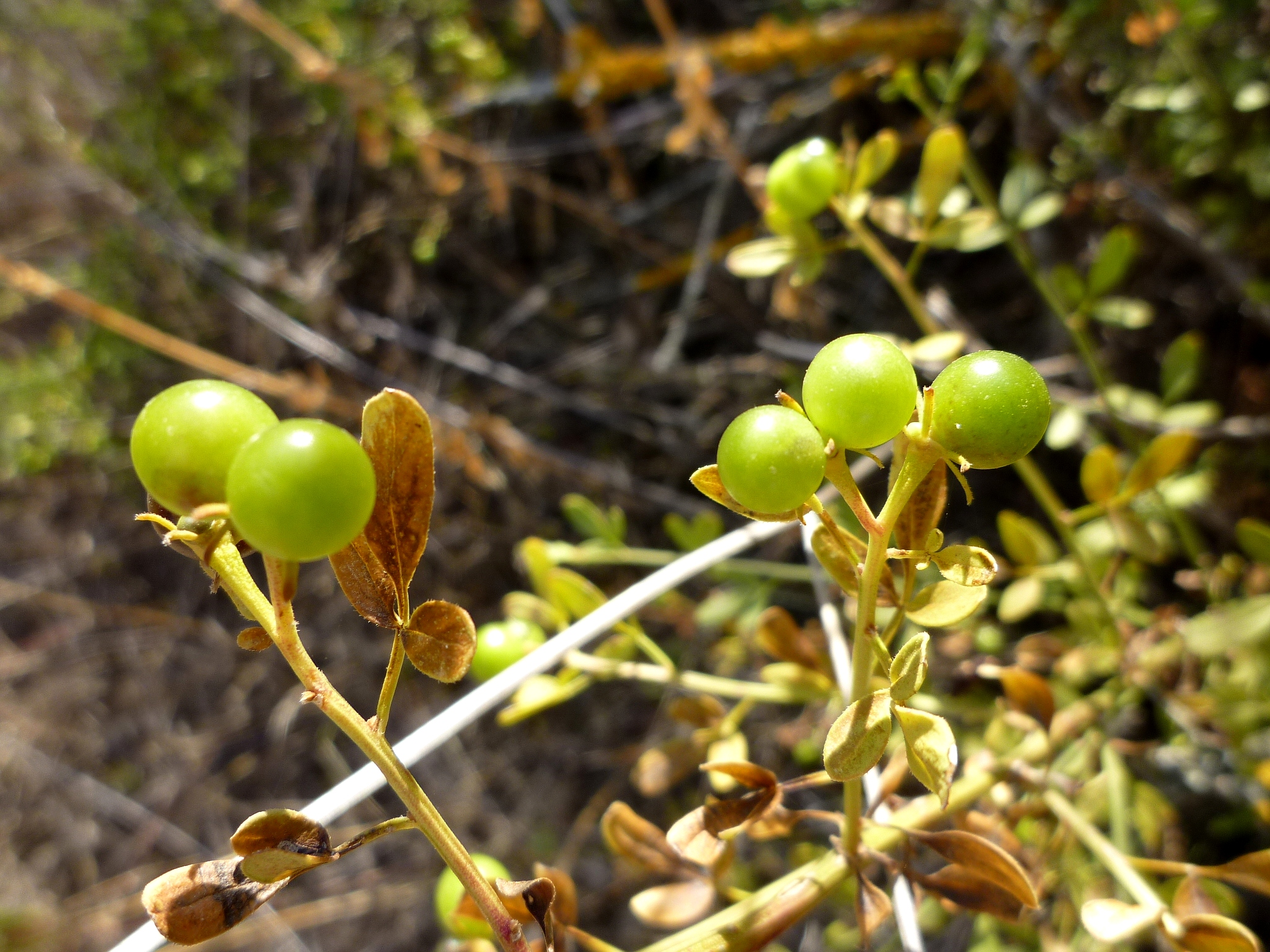
Недостиглі плоди

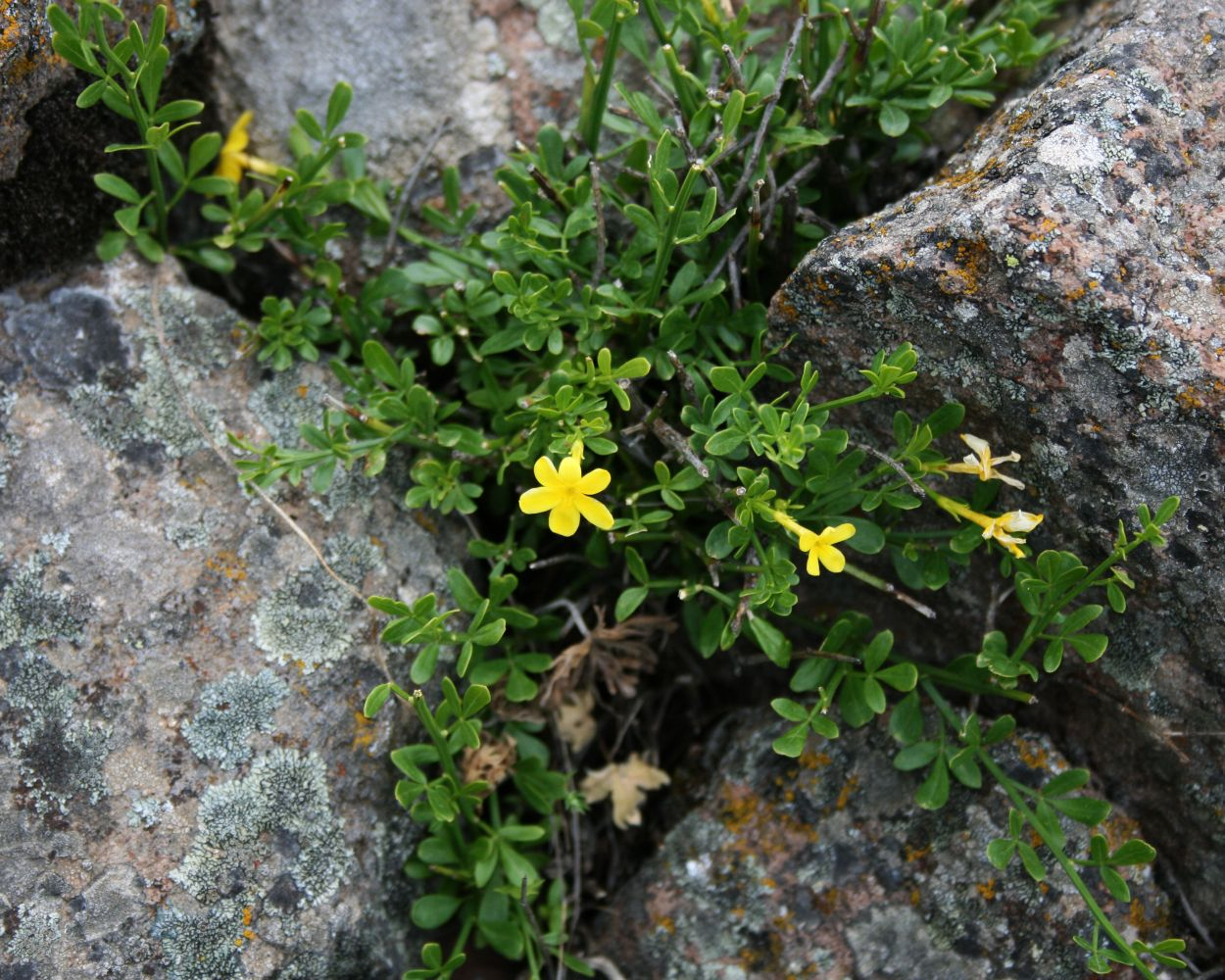
Жасмин кущовий оселився між камінням

Ареал виду охоплює середземноморське узбережжя Європи, Туреччину, Близький Схід, Кавказ, Іран, зокрема передгір'я Копетдагу. На теренах України природно зростає лише у Криму, але вирощується в ботанічних садах. У дикому середовищі трапляється як поодинці, так і скупченнями, інколи може утворювати великі зарості. Типовими біоценозами цього виду є гірські схили, зарості чагарників та ліси, утворені низькими деревами (фісташками, ялівцями тощо). Кримські популяції входять до складу шибляка.
Жасмин кущовий належить до світлолюбних, посухостійких, помірно теплолюбних рослин (витримує взимку пониження температури до -25 °C). На півночі ареалу рослини взимку скидають листя, на півдні зберігають його протягом усього року. Хоча цей вид надає перевагу ґрунтам, багатим на кальцій, загалом до їхньої якості він невибагливий: може рости на нейтральних і слабокислих, піщаних гумусованих. У природі жасмин кущовий часто поводить себе як піонер рослинних угруповань і оселяється на еродованих схилах.
Квітне в травні — липні, запилюється комахами.

## Систематика
Станом на 2015 рік відомі такі підвиди і різновиди:
- Jasminum fruticans var. mariae (Sennen & Mauricio) Sennen & Mauricio
- Jasminum fruticans subsp. mariae (Sennen & Mauricio) Sennen & Mauricio<
- Jasminum fruticans var. simplicifolium Stokes
- Jasminum fruticans var. speciosum E.Rev. & Debeaux
- Jasminum fruticans var. syriacum (Boiss. & Gaill.) Hayek[2]